# Богдан Олена Володимирівна
Олена Володимирівна Богдан (нар. 21 липня 1979) — соціологиня, кандидатка соціологічних наук, доцентка кафедри соціології Національного університету «Києво-Могилянська академія», дослідниця сучасної релігійності та демократизаційних процесів, експертка з питань методології соціальних досліджень.
Колишня голова Державної служби України з етнополітики та свободи совісті до 6 грудня 2022 року.

## Освіта
Соціологічну освіту отримала в Національному університеті «Києво-Могилянська академія». Навчалась та проводила дослідження у Вестмінстерському коледжі (1998—1999), Оксфордському університеті (2001—2002), Лондонській школі економіки й політичних наук (2002), Торонтському університеті (2004—2005), Стенфордському університеті (2010), Дюкському університеті (2017).

## Професійна діяльність
Фахові зацікавлення: питання суспільного розвитку, етики та релігійності, позитивного потенціалу особистості.
Фокус наукових досліджень: рівень і специфіка релігійності сучасних суспільств, релігійні трансформації в модерних суспільствах; релігійність українського суспільства в контексті модерних релігійних тенденцій; демократизаційні та де-демократизаційні процеси, зокрема зв'язки між світоглядними й організаційними характеристиками релігійності суспільства та процесами демократизації і де-демократизації в ньому; методологія суспільствознавчих досліджень.
Викладає на кафедрах соціології Національного університету «Києво-Могилянська академія» та Національного технічного університету України «Київський політехнічний інститут імені Ігоря Сікорського».
Державний службовець 3-го рангу (2020).

## Ставлення до УПЦ МП
2022 року заявила, що Києво-Печерську лавру не віддають до ПЦУ, бо церква має менше монахів, ніж УПЦ МП, до того ж Києво-Печерська лавра УПЦ МП сплачує «дуже великі комунальні платежі», і що начебто ПЦУ не зможе утримувати лавру, бо не має таких коштів. Заборону УПЦ МП Богдан вважає «найлегшим способом дестабілізувати ситуацію в суспільстві».
Щодо перейменування УПЦ МП (Верховна Рада 20 грудня 2018 року ухвалила закон, що зобов'язує УПЦ МП у своїй назві зазначити приналежність до Російської Православної Церкви) Олена Богдан заявила, що з точки зору міжнародного права норма про найменування релігійних організацій є неоднозначна, і деякі правники вважають її проблематичною.
26 червня 2022 року в селі Білогородка відбулось голосування за вихід двох великих храмів із підпорядкування УПЦ МП. Переважна більшість громади підтримала це рішення, з 380 учасників лише одна людина виступила проти переходу з УПЦ МП до ПЦУ. Олена Богдан була присутня на зборах та агітувала проти переходу парафій до ПЦУ.

## Доробок
Авторка аналітичного звіту «Деякі аспекти культурних практик і культурної інфраструктури України: результати всеукраїнського опитування» (2019), посібника «Що варто знати про соціологію та соціальні дослідження?» (2015) та відкритого онлайн-курсу «Соціологія та соціальні дослідження: що, як, навіщо?» у співавторстві з Іриною Бекешкіною (2016).

### Публікації
- Богдан О. Що варто знати про соціологію та соціальні дослідження? Посібник-довідник для громадських активістів та всіх зацікавлених [Архівовано 21 січня 2022 у Wayback Machine.]. — К.: Дух і Літера, 2015.
- Богдан О. Релігійна самоідентичність і молитва в Україні: аналітичний звіт. — Київ: КМІС, 2016. — 19 с.
- Богдан О. Тенденції змін у релігійності модерних суспільств // Держава та глобальні соціальні зміни: історична соціологія панування та спротиву в епоху модерну: тези доп. : матеріали міжнар. наук.-практ. конф., 26-27 листоп. 2015 р. — С. 45-47.